# Actor internacional
Los actores internacionales o actores de las relaciones internacionales son "todo grupo social que, considerado como una unidad de decisión y actuación, participa eficaz y significativamente en aquellas relaciones definidas previamente como fundamentales para la estructuración y dinámica de una determinada Sociedad Internacional".
"La condición de actores internacionales obedece en gran parte a la evolución de la agenda internacional, esto es, a la atención que el sistema internacional le brinda a ciertos temas". Ignacio Ramonet, considera que actualmente los tres principales actores internacionales son las organizaciones intergubernamentales, las empresas transnacionales y las organizaciones no gubernamentales.

## Tipos de actores internacionales

### Estados
Se refiere a la "actuación de parcelas del gobierno, es decir, del personal de ministerios y agencias".
El Estado es el único actor internacional que adquiere la condición de actor internacional y que se diferencia de los demás gracias a sus atributos esenciales:
1. El Estado es el único actor internacional que cuenta con soberanía, la cual le permite ejercer una autoridad suprema en la población que está ubicada en su territorio y le otorga independencia absoluta ante cualquier autoridad externa.
2. El Estado, a diferencia del resto de los actores internacionales, dispone legalmente de un territorio compuesto por tierra, mar y aire, en el cual se asienta.

### Organizaciones Intergubernamentales
Las organizaciones intergubernamentales se definen como un grupo de tres o más Estados asociados a través de un acuerdo, que comparten ciertos objetivos y que cuentan con una estructura institucional, órganos permanentes, propios e independientes de los Estados miembros.
Se caracterizan por derivar de un acto jurídico creador, es decir un tratado, carta, estatutos, etc. que determina su organización y finalidad y por formar una voluntad colectiva a través de los órganos referidos.

### Fuerzas Transnacionales
“Desde la década de los setenta del siglo XX, se reconoce el protagonismo que empiezan a tener otros ‘actores’, la mayor parte de ellos de naturaleza privada, es decir no necesariamente gubernamentales". “Son las organizaciones compuestas por particulares pertenecientes a diversos Estados que controlan sustanciales recursos, materiales o simbólicos; que tratan de establecerse y actuar a través de las fronteras de los Estados para el logro de su propia política, realizando sus actividades al margen de las estructuras estatales (de toma de decisión y política exterior) y, en ocasiones, en oposición a los gobiernos; y que participan en las relaciones de poder con otros actores".
“Esta categoría se refiere a los grupos e individuos que no representan a los estados en que se ubican. Las fuerzas transnacionales pueden definirse como los movimientos y las corrientes de solidaridad de origen privado que tratan de establecerse a través de las fronteras y que tienden a hacer valer o a imponer su punto de vista en el sistema internacional”. Se incluyen, en esta categoría a las empresas transnacionales y a las organizaciones internacionales no gubernamentales.

#### Empresas Transnacionales
“Las empresas transnacionales pueden ser entendidas como aquellas que bajo una administración unificada a nivel mundial, tienen intereses y actúan en una pluralidad de países, ajustándose a las condiciones económicas, sociales y legales de cada Estado que las alberga con el fin de conseguir la maximización de sus beneficios y la mejor defensa de sus intereses a escala mundial”.

#### ONG
Las organizaciones internacionales no gubernamentales se pueden "definir como asociaciones o grupos, constituidos de modo permanente por particulares (individuos o colectivos) de diversos países (mínimo tres), que tienen objetivos no lucrativos de alcance mundial". “Todas las ONG, independientemente de su área de desempeño o su Estado de domicilio, están sometidas al orden jurídico interno del Estado que las alberga”.

## Clasificación de los actores
De acuerdo a Rafael Calduch Cervera, los actores internacionales pueden ser clasificados por su naturaleza, o bien por su importancia.

### Por la naturaleza de los actores

#### Actores territoriales
Su característica esencial es que su propia existencia y sus acciones están directamente vinculadas con la delimitación, ocupación y dominio efectivo de un territorio o un espacio geográfico, es decir, que el territorio que controlan es lo que cualifica su actuación en el medio internacional. El actor territorial más importante es el Estado.

#### Actores funcionales
Alcanza esta condición en virtud de su capacidad y eficacia en el desempeño de ciertas tareas o funciones básicas, con independencia del ámbito espacial en que estas funciones se desempeñen y sin que sus capacidades funcionales dependan de la posesión de un determinado territorio. Las dos categorías principales de actores funcionales son las organizaciones internacionales (gubernamentales o no) y las empresas multinacionales.

### Por la importancia internacional de los actores
Dentro de este criterio, encontramos actores primarios o principales y secundarios o menores. Únicamente los Estados pueden considerarse actores primarios, ya que el resto de los grupos sólo podrá participar en el contexto internacional en la medida en que lo permitan los actores estatales, y de acuerdo a las normativas establecidas por ellos, es decir, que todos los demás actores son dependientes del Estado. Así que, con excepción de los Estados, y ocasionalmente alguna organización intergubernamental, todos los actores internacionales son secundarios o menores.